# Neubude

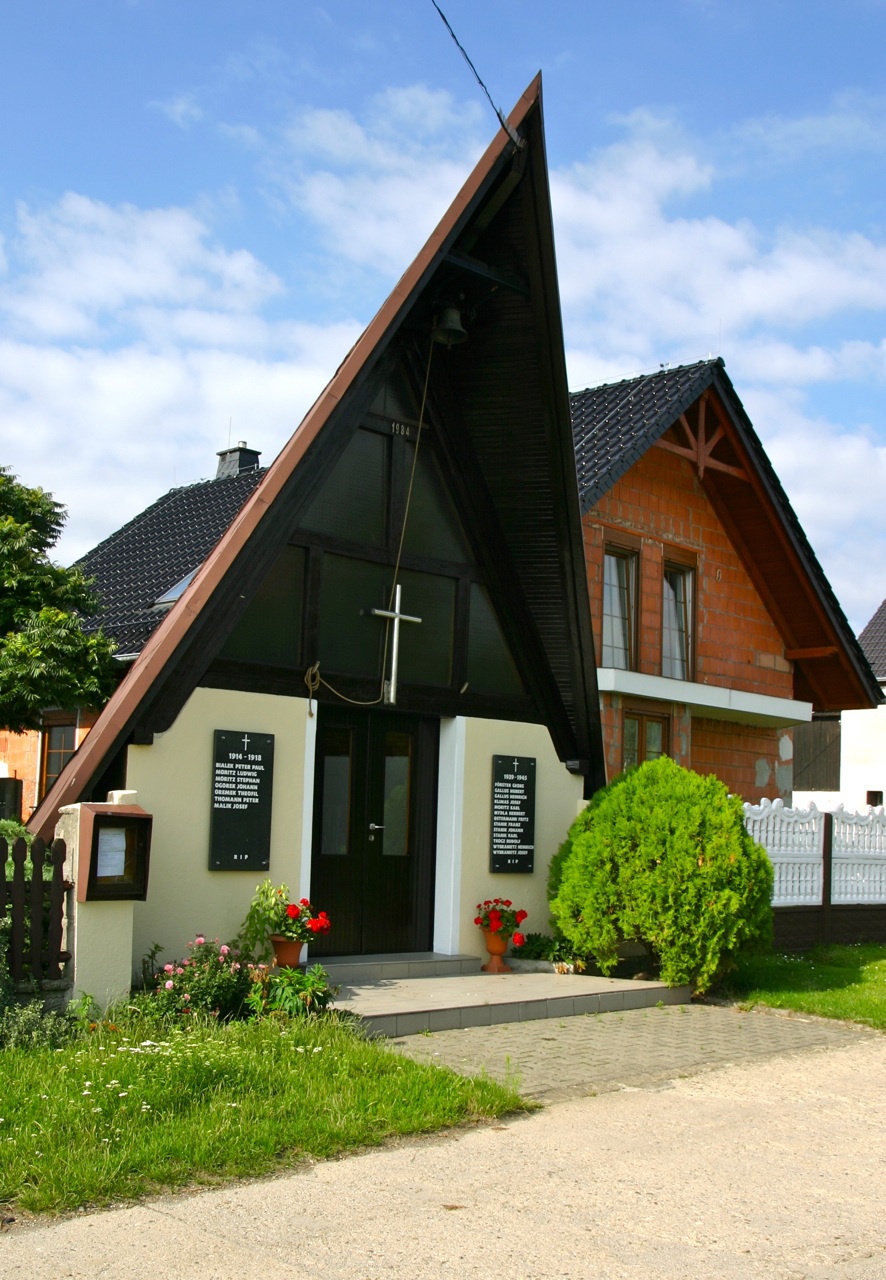
Kapelle in Neubude

Neubude polnisch Nowy Bud ist ein Weiler von Dobrau in der Stadt- und Landgemeinde Klein Strehlitz im Powiat Krapkowicki der Woiwodschaft Opole in Polen.